# الجبهة الثورية المتحدة لتركستان الشرقية
الجبهة الثورية المتحدة لتركستان الشرقية (بالصينية: 東突厥斯坦聯合革命陣線) هي جماعة قومية أويغورية في شينجيانغ شاركت في صراع شينجيانغ كقوة انفصالية مسلحة. كان يقودها يوسبيك مخلصي، الذي عمل في المنفى مع أعضاء سابقين آخرين في الجبهة بألماتي في كازاخستان.
زُعم أن المجموعة كانت مدعومة من الناحية اللوجستية من قبل الاتحاد السوفيتي حتى عام 1989. في سبتمبر 2001، اندمجت الجبهة مع منظمة تحرير اليوغور وأصبحت حزب الشعب الأويغوري.